# Буктен
Буктен (нім. Buckten) — громада  в Швейцарії в кантоні Базель-Ланд, округ Зіссах.

## Географія
Громада розташована на відстані близько 60 км на північний схід від Берна, 12 км на південний схід від Лісталя.
Буктен має площу 2 км², з яких на 16,8% дозволяється будівництво (житлове та будівництво доріг), 50% використовуються в сільськогосподарських цілях, 32,2% зайнято лісами, 1% не є продуктивними (річки, льодовики або гори).

## Демографія
2019 року в громаді мешкало 689 осіб (-0,4% порівняно з 2010 роком), іноземців було 19,3%. Густота населення становила 345 осіб/км².
За віковим діапазоном населення розподілялося таким чином: 20,6% — особи молодші 20 років, 58,9% — особи у віці 20—64 років, 20,5% — особи у віці 65 років та старші. Було 297 помешкань (у середньому 2,3 особи в помешканні).
Із загальної кількості 259 працюючих 24 було зайнятих в первинному секторі, 112 — в обробній промисловості, 123 — в галузі послуг.